# Hannelore Knuts
Hannelore Knuts (4 de noviembre de 1977) es una modelo y actriz belga. Ha aparecido en la portada de Vogue siete veces: cinco veces en la edición italiana, y una vez en cada una de la ediciones surcoreana y japonesa. Apareció en la película de Nicolas Provost, The Invader y en el proyecto de Radio Soulwax, Dave, en el encarnó el papel protagónico de David Bowie.